# 6793 Palazzolo
6793 Palazzolo (1991 YE) là một tiểu hành tinh vành đai chính được phát hiện ngày 30 tháng 12 năm 1991 bởi U. Quadri ở Bassano Bresciano.